# Овоно, Хесус
Хесу́с Ла́саро Овоно Нгуа Акенг (исп. Jesús Lázaro Owono Ngua Akeng; род. 1 марта 2001, Бата, Экваториальная Гвинея) — экваториалогвинейский футболист, вратарь испанского клуба «Алавес».

## Клубная карьера
Родился 1 марта 2001 года в Бате, Экваториальная Гвинея. В раннем детстве переехал вместе с родителями в Испанию. В восьмилетнем возрасте поступил в академию футбола Антигуоки, в которой обучался до 2013 года. Продолжил обучение в академии «Реал Сосьедада», но в 2016 году на правах аренды вернулся на сезон в родной клуб. Заканчивал молодёжную карьеру за «Алавес». На взрослом уровне дебютировал за представителя пятого дивизиона Испании — «Сан-Игнасио», в матче против «Сестао Ривер». Встреча закончилась победой со счётом 3:0. Отыграв за команду из Витории 45 матчей, перешёл во второй состав «Алавеса». 2 января 2022 года дебютировал за основную команду в матче против своей бывшей команды «Реал Сосьедада», став первым экваториалогвинейцем, вышедшим на матч Примеры. Отыграв полный матч, вместе с командой смог принести одно очко в таблицу, сыграв результативную ничью 1:1. В настоящее время продолжает выступать во втором составе «Алавеса».

## Карьера в сборной
Карьеру в сборной начал в местной команде Сборной Басков, не относящаяся к ФИФА и УЕФА. За сборную Экваториальной Гвинеи в официальных матчах дебютировал в матче против сборной Саудовской Аравии. Встреча закончилась поражением со счётом 3:2. Был основным вратарём сборной на Кубке африканских наций 2021. Всего за сборную сыграл 17 матчей.